# コルベイン・トウルダルソン
コルベイン・トウルダルソン（アイスランド語: Kolbeinn Þórðarson、2000年3月12日 - ）は、アイスランドのサッカー選手。アイスランド代表。ポジションはMF。

## クラブ歴
ブレイザブリクUBKの下部組織出身でトップチームに昇格した。
2019年にベルギー・ファースト・ディビジョンBのロンメルSKに完全移籍。
2023年8月、IFKヨーテボリに移籍した。

## 代表歴
アンダー代表としてはUEFA U-21欧州選手権2021に参加した。
2021年6月8日のポーランド代表との親善試合で87分にアーロン・グンナルソンに代わって途中出場し代表初出場を記録した。